# شوجی

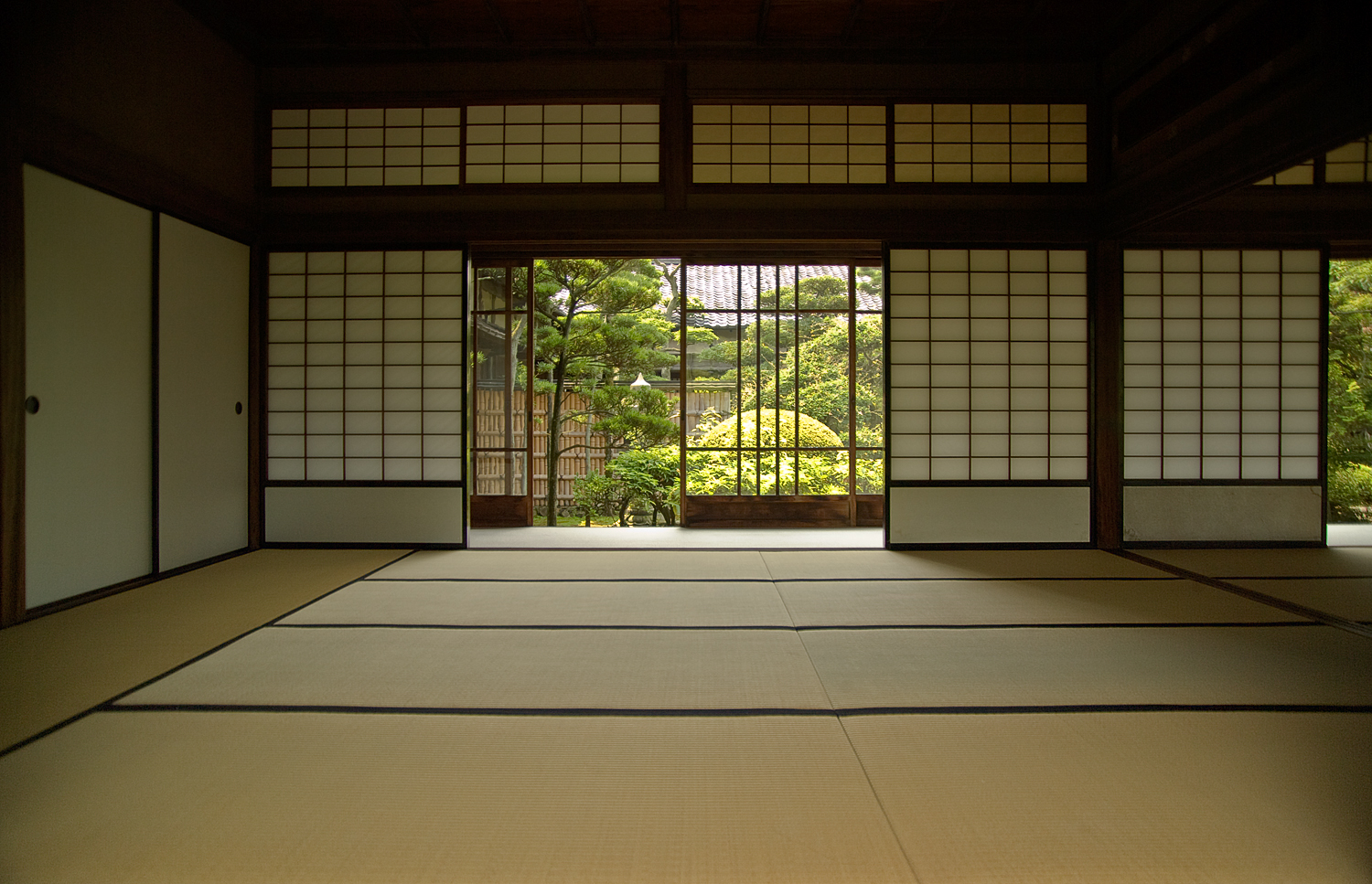

شوجی (انگلیسی: Shōji) در معماری ژاپنی یک در یا پنجره یا تقسیم‌کننده اتاق است. شوجی به‌طور سنتی از کاغذی شفاف بر روی یک قاب چوبی شبکه‌ای شکل از چوب یا بامبو تشکیل شده‌است.